# Gilmar (ur. 1956)
Gilmar, właśc. Leir Gilmar da Costa (ur. 7 lipca 1956 w Marílii) – piłkarz brazylijski, występujący podczas kariery na pozycji bramkarza.

## Kariera klubowa
Gilmar karierę piłkarską rozpoczął w klubie SE Palmeiras w 1977 roku. W Palmeiras 26 marca 1978 w zremisowanym 0-0 meczu z Botafogo Ribeirão Preto Gilmar zadebiutował w lidze brazylijskiej. Z Palmeiras zdobył wicemistrzostwo Brazylii w 1978. W barwach Verdão rozegrał 288 spotkań.
W latach 1984–1988 Gilmar występował w Bangu AC. W Bangu 28 stycznia 1987 w wygranym 1-0 meczu z São Paulo FC Gilmar po raz ostatni wystąpił w lidze. Ogółem w latach 1977–1987 w lidze brazylijskiej wystąpił w 89 meczach. Z Bangu zdobył wicemistrzostwo Brazylii w 1986. W barwach Bangu rozegrał 221 spotkań. W latach 1988–1994 Gilmar występował w Portugalii w klubach CD Nacional i GD Chaves. Karierę zakończył w 1996 w Juventusie São Paulo.

## Kariera reprezentacyjna
Gilmar jedyny raz w reprezentacji Brazylii 27 marca 1989 w przegranym 1-2 towarzyskim meczu z Drużyną Reszty Świata rozegranym z okazji zakończenia kariery przez Zico. Gilmar nigdy nie zagrał w reprezentacji w meczu międzypaństwowym.